# Сефирот (Final Fantasy)
Сефиро́т (яп. セフィロス Сэфиросу, англ. Sephiroth, также Сефирос) — персонаж франшизы Final Fantasy и главный антагонист компьютерной ролевой игры Final Fantasy VII (1997) от компании Square (в настоящее время Square Enix). Дизайнер персонажей Тэцуя Номура задумывал и создавал Сефирота как антагониста и полную противоположность главного героя игры, Клауда Страйфа. На японском языке персонажа озвучил сэйю Тосиюки Морикава. В различное время на английском языке Сефирота озвучивали такие актёры как: Лэнс Басс (Kingdom Hearts), Джордж Ньюберн (Kingdom Hearts II и подсерия Компиляции Final Fantasy VII) и Тайлер Хеклин (Final Fantasy VII Remake, Crisis Core: Final Fantasy VII Reunion и Final Fantasy VII Rebirth).
По мере развития сюжета Final Fantasy VII выясняется, что Сефирот появился на свет в результате научного эксперимента «Электроэнергетической компании Син-Ра», во время которого ему были имплантированы клетки внеземной формы жизни, известной как Дженова, когда тот находился в утробе матери. Узнав об этом, Сефирот поддаётся своему гневу и решает взять под контроль Планету, в то время как Клауд Страйф и другие герои игры пытаются остановить его. Прошлое и роль Сефирота в истории были расширены в Компиляции Final Fantasy VII. Кроме того, за пределами вселенной FFVII он появляется в других произведениях, в том числе в серии Kingdom Hearts в качестве босса и в файтинге-кроссовере Super Smash Bros. Ultimate (2018) как игровой персонаж.
Сефирот был удостоен положительных отзывов от критиков и фанатов и неоднократно занимал лидирующие места в списках «лучших злодеев видеоигр» и «персонажей Final Fantasy» за счёт своей роли в повествовании и сложности как босса. Также Сефирот исследовался как злодей Final Fantasy, который, узнав о своём инопланетном происхождении, отрёкся от человечества и попытался сломить Клауда как физически, так и на психологическом уровне.

## Создание
Сефирота придумал дизайнер персонажей Final Fantasy VII Тэцуя Номура. Его имя произошло от каббалы, согласно которой десять сфирот на Древе жизни представляют десять атрибутов, образующих царство проявления Бога. Сефирот был одним из первых созданных для FFVII персонажей, задуманный задумывался как её главный антагонист, которого должен был преследовать Клауд Страйф. Номура планировал показать Сефирота в начале игры, после чего всё оставшееся сюжетное время вплоть до финала главные герои должны были идти по его следам. В оригинальном сюжете игры Сефирот был родным братом Айрис Гейнсборо, на что указывает их внешнее сходство. В дальнейшем автор сценария переосмыслил их связь и сделал Сефирота первым возлюбленным Айрис, из-за чего та вспоминала о своём бывшем молодом человеке во время первой встречи с Клаудом, так как они оба были «СОЛДАТами». В конечном итоге роль Сефирота отошла совершенно новому персонажу Заку Фэйру. Сефирот создавался как брутальный и жестокий, но в то же время спокойный человек с сильной волей. Он должен был страдать от Мако-зависимости и пребывать в полусознательном состоянии из-за высокой дозы потребления энергии Планеты. Также Сефирот манипулировал Клаудом, заставляя его поверить в то, что тот является воплощением его воли. Ранее у обнаруженного в Северном кратере Сефирота было женское тело. Автор концепт-артов персонажей предыдущих игр серии Final Fantasy Ёситаки Амано указал на контраст между главным героем и главным злодеем игры: в то время как Клауд изображался «молодым и пылким юношей», Сефирот представлял собой «более зрелого и хладнокровного мужчину». Амано назвал этот дуэт «занятным и необычным».. Художник оригинальной игры Джейсон Гринберг участвовал в тестировании портированной версии для PC и обнаружил технический баг во время сотворения Сефиротом заклинания «Супернова» (スーパーノヴァ, Супанова), из-за которого ему пришлось потратить 24 часа на бой с финальным боссом.
У Сефирота длинные серебристые волосы и яркие голубые глаза с кошачьими зрачками, Он носит чёрное пальто с металлическими наплечниками. В форме Сефер Сефирота из его спины вырастает чёрное крыло, которое отсылает на его музыкальную тему One Winged Angel. После выхода Crisis Core: Final Fantasy VII, разработчики игры объяснили, что цвет крыла символизирует злую сущность персонажа. По словам Номуры, Сефирот создавался как полная противоположность главного героя игры, Клауда, у которого ранее были зачёсанные, гладкие, чёрные волосы. За время службы в «СОЛДАТах» Сефирот овладел клинком «масамунэ», представляющим собой удлинённое одати. Масамунэ получил своё название в честь известного японского кузнеца Горо Ньюдо Масамунэ, мечи которого на сегодняшний день считаются национальным достоянием Японии. Создавая Клауда и Сефирота Номура имел чёткое видение их соперничества, основанное на легендарном противостоянии Миямото Мусаси и Сасаки Кодзиро, причём Клауд и Сефирот воплощали образы самих Мусаси и Кодзиро. Внешность Сефирота дизайнер описал одним словом — «каккоии», японским термином, характеризующим привлекательного и хладнокровного человека.
Руководитель разработки Final Fantasy VII Ёсинори Китасэ отнёс Сефирота к числу главных причин популярности игры. Номура назвал персонажа «величайшим антагонистом в саге Final Fantasy VII, которого никто не смог бы заменить» и обозначил его как злодея предыдущего поколения, в противовес его «остаткам» из полнометражного фильма «Последняя фантазия VII: Дети пришествия».
Приступив к работе над «Детьми пришествия», сиквелом оригинальной игры, сценарист Кадзусигэ Нодзима пришёл к выводу, что фильм не будет таким интересным без Сефирота. Идея о воскрешении Сефирота зародилась на ранней стадии разработки картины, однако создатели не могли придумать способ её реализации. По замыслу Номуры, Сефирот должен был появиться в начале фильме, однако аниматорам потребовалось около двух лет на обновление его игрового дизайна, из-за чего участие персонажа ограничилось несколькими сценами в финале. Художники стремились показать Сефирота сверхъестественным существом, в связи с чем тот никогда не моргал, не демонстрировал признаков дыхания и сохранял монотонный и спокойный голос. По словам создателей фильма, его сила возросла до такой степени, что он «поднялся на новую ступень эволюции».

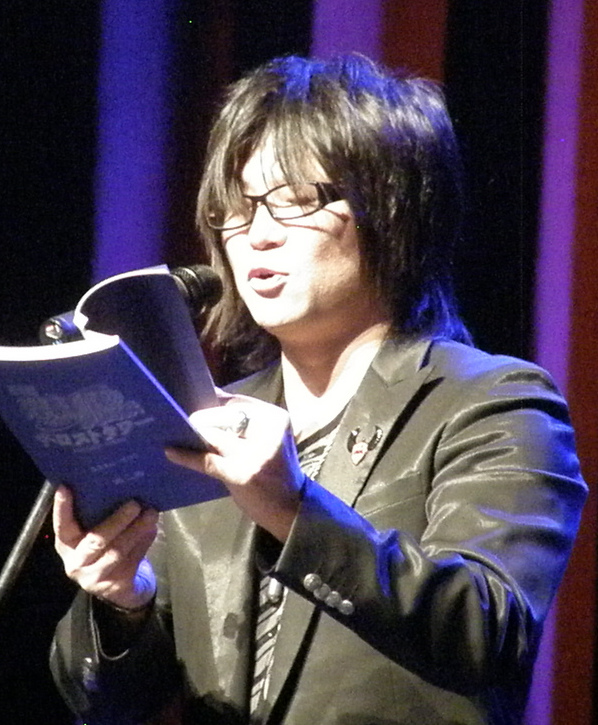
Тосиюки Морикава начал озвучивать Сефирота с анимационного фильма «Последняя фантазия VII: Дети пришествия»

Роль Сефирота получил известный сэйю Тосиюки Морикава, которому было поручено разговаривать так, чтобы Сефирот ощущал себя выше любого другого персонажа фильма. По задумке режиссёра озвучивания и Морикавы, Сефирот звучал настолько ровно, что исключалась малейшая возможность его поражения от руки Клауда. Тем самым создатели фильма хотели натолкнуть зрителей на мысль о возможном возвращении антагониста в будущем. В приквеле Crisis Core Сефирот изначально был положительным персонажем, поэтому Морикава старался передать его героическую сторону.
Во время разработки Final Fantasy VII Remake, Ёсинори Китасэ хотел, чтобы в игре было больше сцен с участием Сефирота, чем в оригинальной Final Fantasy VII. Каждое появление Сефирота он сравнил с приближением акулы из фильма «Челюсти». В кульминации Remake Клауд вновь сражается со своим заклятым врагом. По окончании поединка тот бросает двусмысленную фразу.

### Музыкальные темы
В Final Fantasy VII Сефироту посвящены два музыкальных произведения, которые написал композитор игровой серии Нобуо Уэмацу. Его основная тема «Those Chosen by the Planet» (яп. 星に選ばれし者 Hoshi ni Erabareshi Mono) состоит из звучания колоколов, малых барабанов и хора. Её можно услышать в различных сценах с участием персонажа на протяжении всей игры. Во время сражения с первой формой Сефирота под названием «Бизарро Сефирот» (также известной как «Обратный Сефирот») играет «Birth of a God» (яп. 神の誕生 Kami no Tanjō). Самая известная композиция «One-Winged Angel» (яп. 片翼の天使 Katayoku no Tenshi) исполняется во время финального противостояния с Сефиротом. В её тексте используются латинские термины, заимствованные из сборника Carmina Burana. В интервью на телешоу Game Makers Уэмацу рассказал, что это произведение задумывалось как слияние музыкальных стилей русского композитора Игоря Стравинского и рок-музыканта Джими Хендрикса, а также как ода о Сефироте. На этот трек вышло два официальных кавера. Первый представляет собой альтернативную оркестровку для Kingdom Hearts, а второй для «Детей пришествия», Он играет на протяжении всего сражения между Клаудом и Сефиротом. Особенностями кавера являются стилизация под прогрессивный метал бывшей группы Уэмацу The Black Mages, а также оркестровые элементы и изменённый текст. В игре Super Smash Bros. Ultimate кратко звучит ремикс «One-Winged Angel». Также существует четвёртая версия под названием «Vengeance on the World», которую можно услышать в Crisis Core.

## Появления

### Final Fantasy VII

С момента превращения персонажа в босса «Сефер Сефирота» неотъемлемым элементом его образа стало чёрное крыло, которое символизирует его тёмную и обожествлённую сущность

Сефирот — главный антагонист Final Fantasy VII. При первом появлении он убивает президента «Син-Ры» в его собственном офисе. По мере развития сюжета выясняется, что в прошлом Сефирот был величайшим из «СОЛДАТ», членов элитного военизированного подразделения «Син-Ра», и прославился как герой войны между корпорацией и народом Вутай. После войны Сефирот отправился на миссию в деревню Нибельхейм, где обнаружил, что появился на свет в результате научного эксперимента, цель которого заключалась в объединении человеческого зародыша с днк внеземной формы жизни Дженовы. Когда Сефироту открылась правда о его происхождении, он возненавидел «Син-Ру», после чего его ненависть распространилась на всю жизнь на Планете. Узнав, что Дженова, которую он считает своей «матерью», пыталась взять под контроль Планету 2000 лет назад, Сефирот решил пойти по её стопам и стать богом, который будет править Планетой. Он сжёг Нибельхейм и убил множество его жителей, а затем направился к Мако-реактору, где сразился с Клаудом и потерпел поражение от его руки. В то время как «Син-Ра» разнесла новости о смерти Сефирота по всему Мидгару, Клауд не смог смириться с мыслью, что ему удалось выйти победителем из их противостояния, поскольку Сефирот был гораздо искуснее и сильнее его. Выживший Сефирот вернулся несколько лет спустя и был преисполнен решимости воплотить свой план в жизнь.
План Сефирота заключался в следующем: он объединится с «Потоком Жизни» Планеты и подчинит его, и, тем самым, получит контроль над всей Планетой; для этого он призовёт Метеор, разрушительное небесное тело из космоса, которое нанесёт Планете катастрофические повреждения; в этот момент «Поток Жизни» перейдёт к исцелению, а Сефирот воспользуется этой возможностью, чтобы слиться с ним. Несмотря на многочисленные появления Сефирота в игре, в дальнейшем герои узнают, что его физическое тело на самом деле было запечатано в Северном кратере, а двойники, которых они видели ранее, были людьми с клетками Дженовы, позволяющими им менять внешность. В это время настоящий Сефирот управлял этими людьми из ядра Планеты. В сражении с главными героями Сефирот принимает две формы — Бизарро Сефирот (яп. リバース・セフィロス Ribāsu Sefirosu, "Возрождённый Сефирот") и Сефер Сефирот (яп. セーファ・セフィロス Sēfa Sefirosu). Потерпев поражение, Сефирот возникает в сознании Клауда и окончательно проигрывает ему. Метеор достигает поверхности Планеты, однако, заклинание Святости, которое Айрис успела использовать перед смертью, уменьшает нанесённый ущерб и залечивает рану Планеты совместно с «Потоком Жизни».

### КомпиляцияFinal Fantasy VII
Несколько раз Сефирот эпизодически появляется в Before Crisis (2004), приквеле к FFVII. По сюжету, он сражается на стороне «Син-Ры» в конфликте с экотеррористической группой «ЛАВИНА». Также в игре освещаются события инцидента в Нибельхейме. В 2005 году этот же эпизод был адаптирован в OVA Last Order: Final Fantasy VII. Сефирот возвращается к роли главного антагониста в анимационном фильме «Дети пришествия» (2005), события которого разворачиваются два года спустя с момента окончания Final Fantasy VII. Ключевую роль в повествовании играют его «остатки» — Кададж, Язу и Лоз, намеревающиеся воскресить Сефирота. Когда им удаётся сделать это, Клауд побеждает Сефирота в бою и его тело вновь становится телом Кададжа. Сефироту посвящён рассказ «Случай Потока Жизни — Чёрное и Белое» из сборника «На пути к улыбке». В нём описываются события, произошедшие после окончания Final Fantasy VII, но предшествующие «Детям пришествия». Рассказ повествует о путешествиях Айрис и Сефирота через «Поток Жизни» и проливает свет на происхождение геостигмы, болезни, поражающей любого, кто вступил в контакт с испорченным «Потоком Жизни». Сефирот кратко появляется в игре Dirge of Cerberus, хронологический следующей за «Детьми пришествия». В одном из эпизодов его биологическая мать, Лукреция Кресцент, обсуждает эксперимент, в результате которого Сефирот появился на свет.
Сефирот — один из главных персонажей Crisis Core (2007), ещё одного приквела к FFVII. По сюжету, он и главный герой игры Зак Фэйр отправляются на поиски двух «СОЛДАТ»-дезертиров — Генезиса Рапсодоса и Энжила Хьюли. В Crisis Core также присутствует уровень в Нибельхейме, на котором Сефирот является боссом. Исполнительный продюсер Ёсинори Китасэ остался доволен ролью Сефирота в игре, оценив раскрытие его человеческой стороны.

### Другие появления
Первое появление Сефирота за пределами Компиляции Final Fantasy VII состоялось в файтинге Ehrgeiz (1998). В дальнейшем он стал одним из боссов Олимпийского Колизея в североамериканской и европейской версиях Kingdom Hearts (2002). В этой игре Сефирота озвучил Лэнс Басс, после чего новым «голосом» персонажа стал Джордж Ньюберн. В японском переиздании игры с подзаголовком Final Mix присутствует дополнительная сцена сражения между Сефиротом и Клаудом, исход которой остаётся неизвестным. Сефирот отсутствовал в сиквеле Kingdom Hearts: Chain of Memories (2004), так как руководитель разработки игры Тэцуя Номура не смог придумать для него и Клауда общую сюжетную линию и опасался негативной реакции фанатов в случае уменьшения роли Сефирота в повествовании. Персонаж вернулся в Kingdom Hearts II (2005), где вновь предстал в качестве дополнительного босса: он сразился с главным героем игры, Сорой, а затем с преследовавшим его Клаудом. В конечном итоге Сефирот и Клауд исчезают во время развернувшегося между ними поединка. Сора приходит к выводу, что они попадут в место, где никто не сможет помешать их сражению. По словам Номуры, в этой игре Сефирот является воплощением тёмной стороны Клауда, в противовес Тифе Локхарт, которая олицетворяет светлую сторону. Несмотря на отсутствие Сефирота в приквеле Kingdom Hearts Birth by Sleep (2010), Зак Фейр упоминает его как героя, на которого хочет быть похожим. Разработчики игры долгое время не могли решить, должен ли Сефирот как и в других играх с его участием представлять собой тьму во плоти. Четвёртое появление Сефирота вне вселенной Final Fantasy VII состоялось в играх серии Itadaki Street с подзаголовками Special и Portable, где он является открываемым игровым персонажем. Сотрудники Square Enix решили не возвращать Сефирота в Kingdom Hearts III (2019) из-за того, что тот слишком часто появлялся в их предыдущих проектах.
Сефирот представляет Final Fantasy VII в файтинге-кроссовере между персонажами Square Enix под названием Dissidia Final Fantasy (2008). Он носит классический костюм из FFVII, который можно заменить на образ Сефер Сефирота. Их бой с Клаудом создавался на основе сражений из оригинальной игры и «Детей пришествия». Как и другие персонажи Dissidia, Сефирот возвращается в её приквеле с подзаголовком 012 (2010). Разработчики изменили его стандартный костюм, а также добавили в игру образ из Kingdom Hearts. Сефирот является одним из действующих лиц третьей части — Dissidia Final Fantasy NT (2015). Также за него можно поиграть в Final Fantasy Brave Exvius (2015). Он появляется в музыкальной игре Theatrhythm Final Fantasy (2012) и её продолжении Curtain Call (2014) в качестве открываемого персонажа. Скин Сефирота доступен для загрузки в играх в жанре платформер-головоломка LittleBigPlanet (2008) и LittleBigPlanet 2 (2011). Алекс Эванс из Media Molecule испытал «гордость» за появление Сефирота в своих играх. В игру Monster Hunter 4 (2013) было добавлено стилизованное под Сефирота оружие с чёрным крылом, отсылающее к его финальной форме. В 2020 году Сефирот стал одним из игровых персонажей файтинга Super Smash Bros. Ultimate (2018). Несмотря на то, что официальное добавление Сефирота в игру состоялось 22 декабря, за пять дней до этого у пользователей появилась возможность сразиться с ним в поединке на выносливость.

## Восприятие
Сефирот считается одним из самых популярных злодеев как в пределах серии Final Fantasy, так и в игровой индустрии в целом. В 2014 году GameSpy поместил его на 8-е место среди «лучших злодеев видеоигр», отметив его сложность как финального босса Final Fantasy VII. В 2008 году Сефирот занял 2-е место в списке «самых адских злодеев видеоигр за всю историю», опубликованном PC World. Дэйв Смит назвал его «неоспоримым чемпионом среди злодеев Final Fantasy», высоко оценив его внешний вид и предысторию. Кроме того, он занял 1-е место среди «25 лучших персонажей Final Fantasy» по версии того же рецензента. В ещё одной статье Смита, в которой были перечислены результаты голосования читателей о лучшем персонаже серии, Сефирот расположился на 4-м месте. Также в статье анализировалась его роль в повествовании. GamesRadar назвал Сефирота своим фаворитом среди всех антагонистов Final Fantasy из-за его проработанной мотивации и злодеяний. Это же издание поместило Сефирота на 6-е место среди «лучших злодеев в истории видеоигр». По версии IGN персонаж занял: 19-е место в списке «100 лучших злодеев кино, телевидения, видеоигр и комиксов», 2-е место среди «самых запоминающихся злодеев», а также 4-е место как один из «самых известных злодеев в играх». В 2005 году Сефирот был признан победителем в битве персонажей, организованной GameFAQ, где участвовали только злодеи. Лиза Фойлес из The Escapist включила Сефирота в свой список «5 лучших воителей с катаной» в 2014 году.
В конце 2007 года журнал Dengeki PlayStation поместил Сефирота на 14-е место в рейтинге «лучших персонажей Playstation всех времён». По версии UGO Сефирот занял 25-е место в списке «лучших японских персонажей RPG» 2009 года. Портал назвал его «одним из самых визуально ярких злодеев в истории», и указал на его отличия от предыдущих злодеев Final Fantasy. В 2010 году, по результатам опроса читателей Famitsu о «лучших персонажах видеоигр», Сефирот занял 21-е место. Наряду с Клаудом, Сефирот был упомянут в списке ScrewAttack о «10 самых „крутых“ персонажей», однако из них двоих сайт отдал предпочтение Клауду. В Книге рекордов Гиннесса 2011 года Сефирот получил признание как один из «лучших персонажей видеоигр всех времён», заняв 32-е место в этом рейтинге и 6-е место среди «50 лучших злодеев в видеоиграх». В 2011 году Empire поместил Сефирота на 13-е место среди «величайших персонажей видеоигр», назвав его «просто безумно крутым» персонажем и «настоящей звездой FFVII». Он занял 35-е место среди «самых крутых злодеев в видеоиграх» в списке Complex 2012 года, 7-е место в топе «самых крутых игровых персонажей» и 3-е место в рейтинге «лучших персонажей Final Fantasy за всё время» в 2013 году. В 2023 году профессиональный борец Кенни Омега выступал в костюме Сефирота на мероприятии Wrestle Kingdom 17. На свои поединки рестлер выходил под трек One-Winged-Angel. Также Омега носил костюм Сефирота в ремейке игры Like a Dragon: Ishin! (2014).

### Критика

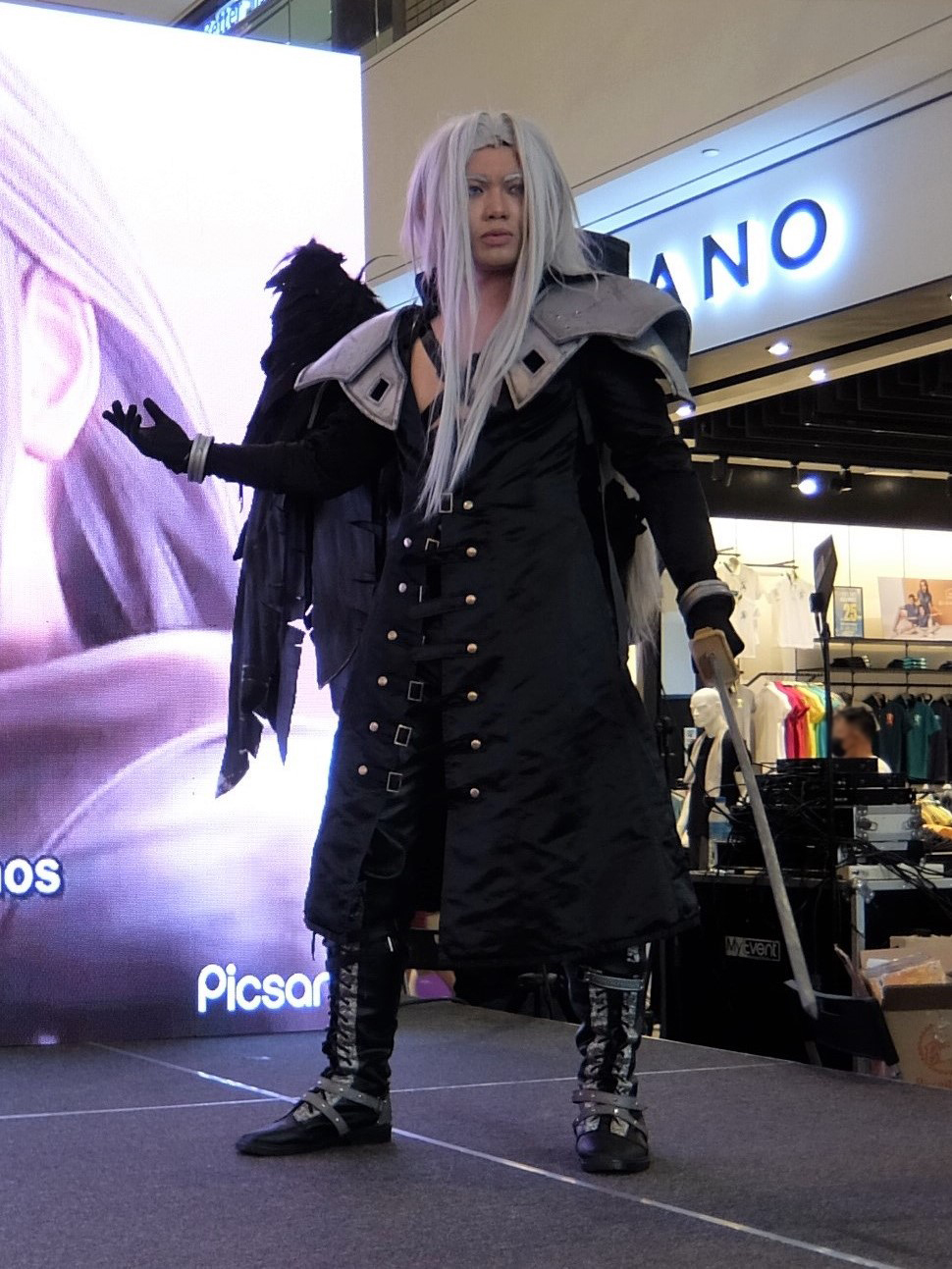
Косплеер Сефирота на мероприятии GEMA 2022

По результатам опроса читателей, проведённого GameSpot, Сефирот был признан лучшим боссом всех времён, получив в пять раз больше голосов, чем Боузер, занявший 2-е место; голосовавшие по большей части отмечали сложность финальной битвы с Сефиротом и её уникальность по сравнению с битвами из других игр. В 2005 году Electronic Gaming Monthly назвал его лучшим боссом в видеоиграх. Game Informer поместил «первоклассное» сражение с Сефиротом из Final Fantasy VII на 3-е место в списке «лучших сражений с боссами» за 2008 год. PlayStation Official Magazine — UK включил битву с ним в топ «10 лучших боёв с боссами» за 2012 год, с комментарием: «спустя примерно 100 часов погони за кровожадной сволочью вы, наконец, настигайте заклятого врага Клауда, Сефирота, после чего начинается одно из самых эпичных сражений в истории PlayStation». AnimeFringe назвал Сефирота «самым печально известным злодеем во всей серии Final Fantasy» и «типичным бисёнэном в глазах многих поклонников — мужчин и женщин», а также сравнил его с Кефкой Палаццо из Final Fantasy VI (1994) и похвалил сложность битвы с ним.
Сцена с убийством Айрис принесла Сефироту дурную славу. GamesRadar назвал его «главным кайфоломом в игровом мире после Донки Конга»; рецензенту Шейну Паттерсону нравилась Айрис, поэтому его сильна задела сцена убийства героини Сефиротом, после которой он больше не мог поиграть за неё. ScrewAttack сравнил Клауда и Сефирота и, на примере этой сцены, описал последнего как «прирождённого ублюдка». GameSpot, который также назвал эту сцену «шокирующей», выделил эпизод с проходом Сефирота через огонь в Нибельхейме как «одну из самых узнаваемых кат-сцен, когда-либо показанных в видеоиграх». Дэйв Мейклехэм упомянул Сефирота в статье GamesRadar о «неигровых персонажах, за которых нам бы хотелось сыграть» — рецензент хотел «ещё раз пережить сцену с пронзанием Айрис», которую он описал как «до одури непорочную рыбку». IGN посвятил Сефироту статьи «большой босс дня» и «скандальные злодеи», причём в последней портал сравнил его с Ликвидом Снейком из Metal Gear Solid (1998).
Тем не менее, многие журналисты критиковали Сефирота за сомнительную мотивацию и слабую проработку образа. Дэвид Смит из IGN отметил: «Безусловно Сефирот выглядит шикарно, однако его мотивы не яснее ночи…». Сравнивая Сефирота с Кефкой Палаццо, GamesRadar указал, что он «выглядит так же интересно, как мёртвый бухгалтер, окрашенный в коричневый цвет». 1UP.com с юмором отнёсся к воскрешению Сефирота в проектах Компиляции и поместил его на 3-е место в своём «топе восставших из мёртвых», после Ликвида Снейка и персонажей Final Fantasy IV (1991), с комментарием: «если Square Enix продолжит использовать его в спин-оффах / приквелах / и в чём-либо ещё, рано или поздно она не сможет сделать очередной ремикс „One-Winged Angel“». Редактор GameSpy Райан Скотт назвал «Сефирота королём среди переоценённых персонажей» в рамках разбора злодеев Dissidia Final Fantasy, утверждая, что он полюбился геймерам только из-за своего дизайна и сцены убийства Айрис в Final Fantasy VII. Screen Rant заключил: «Сефирот — культовый персонаж, но не самый интересный злодей франшизы Final Fantasy».
Также критики прокомментировали значимость Сефирота в других проектах Компиляции. Destructoid рассматривал роль Сефирота в сюжете «Детей пришествия» как послание создателей фильма для фанатов FFVII; Клауд, подобно части игрового сообщества, цепляется за прошлое и не может свыкнуться со смертью Айрис; Сефирот же является напоминанием об этих событиях, которые не дают главному герою двигаться дальше, поэтому, когда Клауд побеждает Сефирота в финальном сражении, он изгоняет его обратно в свои воспоминания, единственное место, где тот продолжит своё существование, а сам, наконец, возвращается к нормальной жизни. Kotaku истолковал руины Мидгара как олицетворение психологической депрессии, поскольку выжившие жители города страдали от болезни, с которой невозможно было справиться при помощи боевого оружия Клауда как в случае с Сефиротом. Принимая во внимание популярность противостояния Клауда и Сефирота, Китасэ решил воссоздать их бой для кроссовера Dissidia Final Fantasy. В своей рецензии на Crisis Core, IGN AU отметил: «даже Сефирот получил своё место под солнцем» и похвалил его проработанную предысторию, благодаря которой битва с ним становится ещё более увлекательной. IGN UK разделил это мнение, оценив человеческую сторону Сефирота и наслаждаясь событиями, предшествующими его становлению злодеем. Meristation понравился образ более дружелюбного Сефирота из приквела, однако рецензент раскритиковал тот факт, что персонаж стал злодеем не по собственной воле, а из-за манипуляций Генезиса Рапсодоса. Сражение с Сефиротом вошло в топ «25 крутейших битв с боссами в истории» по версии 1UP.com, причём редакторы оценили две битвы с ним — из Final Fantasy VII и Crisis Core. VG247 заключил, что Remake дал игрокам пищу для размышления на примере тайны четырёх персонажей с именем Сефирот. Siliconera понравилась идея преследования Сефиротом Клауда из Remake. Electronic Gaming Monthly счёл версию из Remake более угрожающей, чем оригинальную.
GamerHelp упомянул Сефирота из Kingdom Hearts в списке «самых трудных боссов всех времён»: «каким бы опытным ни был игрок, ему вряд ли удастся выйти из этого боя без единой царапины». AnimeFringe согласился с этим мнением, заявив, что только опытные игроки смогут победить Сефирота в Kingdom Hearts, так как протагонисту не помогают персонажи поддержки, а «разрушительные атаки противника убивают пользователей за считанные секунды». В 2013 году Complex поместил битвы с Сефиротом из Kingdom Hearts и Kingdom Hearts II на 7-е и 5-е место среди «сложнейших боёв с боссами в видеоиграх»; кроме того, битва с Сефер Сефиротом из Final Fantasy VII заняла 12-е место в этом списке. Масахиро Сакураи согласился с утверждением о большом количестве фехтовальщиков в Super Smash Bros. Ultimate после появления Сефирота. В то же время, Крис Картер из Destructoid и Итан Гач из Kotaku остались в восторге от версии персонажа из этой игры.

### Анализ личности
В своей книге Reverse Design: Final Fantasy VII Патрик Хоуллман назвал Сефирота карикатурным злодеем из-за его стремления к мировому господству. В книге The World of Final Fantasy VII: Essays on the Game and Its Legacy анализируется эпизод с осознанием Сефирота своего родства с Дженовой, во время которого он обрывает связь с человечеством и становится антагонистом. Сефирот угрожает погрузить мир в хаос, из-за чего автор произведения сопоставляет его с сатаной. Как и сатана, Сефирот утверждает, что никогда не умрёт, в частности в фильме «Дети пришествия», где, потерпев поражение от руки Клауда, он заявляет: «Я не стану воспоминанием». Прошлое Сефирота и участие профессора Ходзё в его происхождении отсылают к созданию чудовища Франкенштейна из романа Мэри Шелли.
Несмотря на то, что Сефирот не основан на каком-либо мифическом персонаже, корни его последней формы из FFVII, по мнению некоторых рецензентов, растут из книги «777. Каббала Алистера Кроули»; в ней Алистер Кроули исследует герметическую каббалу, от которой происходит имя Сефирота. PC Gamer рассматривает Сефирота как тень Клауда, которую тот должен победить, чтобы избавиться от психических проблем и уязвимости. Kotaku разделил это мнение, отметив, что в «Детях пришествия» и Kingdom Hearts Клауду необходимо сделать то же самое.

### Влияние на культуру
Существует большое количество товаров с изображением Сефирота, включая фигурки компании Bandai: первая из линейки Extra Knights выпускалась на территории Японии в 1997 году, а вторая, из коллекции Play Arts, была приурочена к выходу «Детей пришествия» в 2005 году. В 2008 году, во время Comic-Con International в Сан-Диего менеджер по продаже мерча из Square Enix Кандзи Тасиро назвал фигурки Сефирота одними из самых продаваемых товаров по мотивам франшизы. Продвижению «Детей пришествия» способствовали различные рекламные материалы, в том числе постеры с Сефиротом. Kotobukiya выпускала многочисленные товары с персонажем, включая статуэтки из холодного литья, которые создавались как на основе его игровой версии, так и киношной. Также Square Enix и Coca-Cola разработали мини-фигурки Сефирота, стилизованные под тиби.
Помимо мерчендайза по игре и фильму были и другие товары: фигурки из серии Final Fantasy Trading Arts Vol. 1; набор из коллекции Square Minimum Collection, состоящий из фигурок Сефирота и Клауда; и редкая фигурка Сефер Сефирот в рамках линейки Final Fantasy Creatures. Во второй волне также выпускалась фигурка Бизарро Сефирота. Play Arts продавала фигурки Сефирота из игр серии Kingdom Hearts во второй линейке Kingdom Hearts. Некоторые компании по производству оружия изготовили меч Сефирота масамунэ, длина которого составила 6 футов (1,8 м). Оружие представляло собой катану с заточенным лезвием из нержавеющей стали. Представители Киотского университета изготовили статую Сефирота. Также персонаж обзавёлся Amiibo, позволяющей поиграть за него в Super Smash Bros. Ultimate, начиная с января 2022 года.